# Oddo Capocci
Oddo Capocci (Roma, 1225 ca. – dopo il 1264) è stato un vescovo cattolico italiano.

## Biografia
Era un membro dell'importante famiglia romana dei Capocci dei Monti, che possedeva numerosi palazzi e torri sull'Esquilino, tra Santa Maria Maggiore e San Martino ai Monti. Oddo era probabilmente figlio di Arcione Capocci, che intorno al 1250 fu tenuto per qualche tempo prigioniero da Manfredi, che fu podestà in diverse città delle Marche, ma che fu infine esiliato a Siena da Brancaleone d'Andalò. Il nonno era Giacomo Capocci e suo zio era Pietro Capocci,  cardinale di San Giorgio al Velabro.